# Georgetown (contea di Quitman, Georgia)
Georgetown è una città degli Stati Uniti d'America, situata in Georgia, nella Contea di Quitman, della quale è il capoluogo.